# امیتسبورگ (مریلند)
امیتسبورگ (به انگلیسی: Emmitsburg) شهری در ایالت مریلند کشور ایالات متحده آمریکا است که جمعیت آن در سرشماری سال ۲۰۱۰ میلادی، ۲٬۸۱۴ نفر بوده‌است.